# Bedford Clapperton Trevelyan Pim
Bedford Clapperton Trevelyan Pim, (12 juin 1826 – 30 septembre 1886) est un officier britannique de la Royal Navy, explorateur de l'Arctique et avocat à la cour. C'est le premier homme qui a voyagé à bord d'un navire à travers le passage du nord-ouest sur le côté ouest.

## Débuts
Pim est né à Bideford, Devon, Angleterre. Il est le fils d'Edward Bedford Pim de Weirhead, Exeter, officier britannique de la Royal Navy mort de la fièvre jaune en 1830, au large de la côte de l'Afrique, tout en participant à la répression de la traite des esclaves, et de Sophia Soltau Harrison.
Formé à la Royal Naval School, Pim va ensuite en Inde dans la marine marchande britannique. En 1842, lors de son retour en Angleterre, il a été nommé volontaire dans la Royal Navy.

## Carrière
En 1845, Pim embarque sur le HMS Herald, sous les ordres du capitaine Henry Kellett. Pendant les six années qui suivent, il participe à des explorations dans les Îles Falkland, la côte occidentale de l'Amérique du Sud, et au nord de la Colombie-Britannique. Pendant ce temps, il participe à trois des détours pour rechercher les disparus de l'expédition de John Franklin.
Il est promu au grade de lieutenant en 1851, et en avril 1852, retourne en Arctique, en prenant part au sauvetage de Robert McClure et de l'équipage du HMS Investigator,. Pim est le premier homme à voyager à bord d'un navire sur le côté est du passage du Nord-Ouest à une sur le côté ouest. Officier du Resolute, barbouillé de suie, ce qui le fait paraitre pour McClure pour un homme noir, ayant découvert peu avant le message laissé par McClure l'année précédente, il le rencontre le 6 avril, ce qui marque la jonction réussie du Passage du Nord-Ouest.
Pim sert dans la Baltique, en 1855, lors de la guerre de Crimée commandant du HMS Magpie où il est blessé. Il est de nouveau blessé en 1857, alors qu'il commande le HMS Banterer dans les eaux Chinoises. Il est fait commandeur en 1858.
L'année suivante, il étudie la possibilité d'un canal transocéanique. Il est un partisan du projet de canal du Nicaragua. Dans ce cadre, il contribue au chemin de fer nicaraguayen de Grenade à Corinto, dont la construction dure plus de 18 ans et a permis l'exportation plus facile de la caféiculture en Amérique centrale.
Pim part aux Antilles, pour assurer le commandement de l'HMS Gorgone en 1860 et retourne à la maison sur le HMS Fury. Il est fait capitaine de vaisseau en 1868 et prend sa retraite en 1870. Il fait des études de droit après la retraite, et est appelé à la Barre de l'Inner Temple en 1873. Pim pratique le droit à Bristol, principalement sur les affaires de l'amirauté, et devient magistrat du comté de Middlesex. Il écrit, Quand Faire des Shérifs Prendre le pouvoir? en 1879.
Conservateur, Pim se présente sans succès aux élections à Totnes en juillet 1865 et Gravesend en décembre 1868. Il est finalement élu député pour Gravesend en 1874 et 1880, puis fait contre-amiral en 1885.
Il écrit de nombreux articles, des livres et des brochures. "Remarques sur l'Isthme de Suez, avec une Référence Particulière à la proposition de Canal" est publié dans les actes de la Royal geographical Society de Londres en 1859, et le "Projet des routes de Transit à travers l'Amérique Centrale, à partir d'un Nouveau Port au Nicaragua", est publié trois ans plus tard.
Sa Brève esquisse de la vie du défunt Zachary Macaulay, lié au sujet de l'abolition de la traite négrière et à l'esclavage date de 1839. Ses journaux comme aspirant à bord de l' Herald ont fourni des données précieuses aux historiens sur l'histoire de l'Arctique.
Pim appartient à plusieurs organisations scientifiques, comme la Royal Geographical Society en 1854. En 1861, il est un associé de l'Institut des Ingénieurs Civils.

## Vie personnelle
Pim est un propriétaire important d'Amérique Centrale et des Caraïbes. Il épouse Susanna Locock le 3 octobre 1861, et ils ont deux fils, dont le révérend Henry Bedford Pim. Ils vivent un certain temps à Belsize et de Dulwich. Pim est décédé à Traiter, dans le Kent, en Angleterre, le 30 septembre 1886.

## Héritage
- Pim Island, Nunavut, Canada.

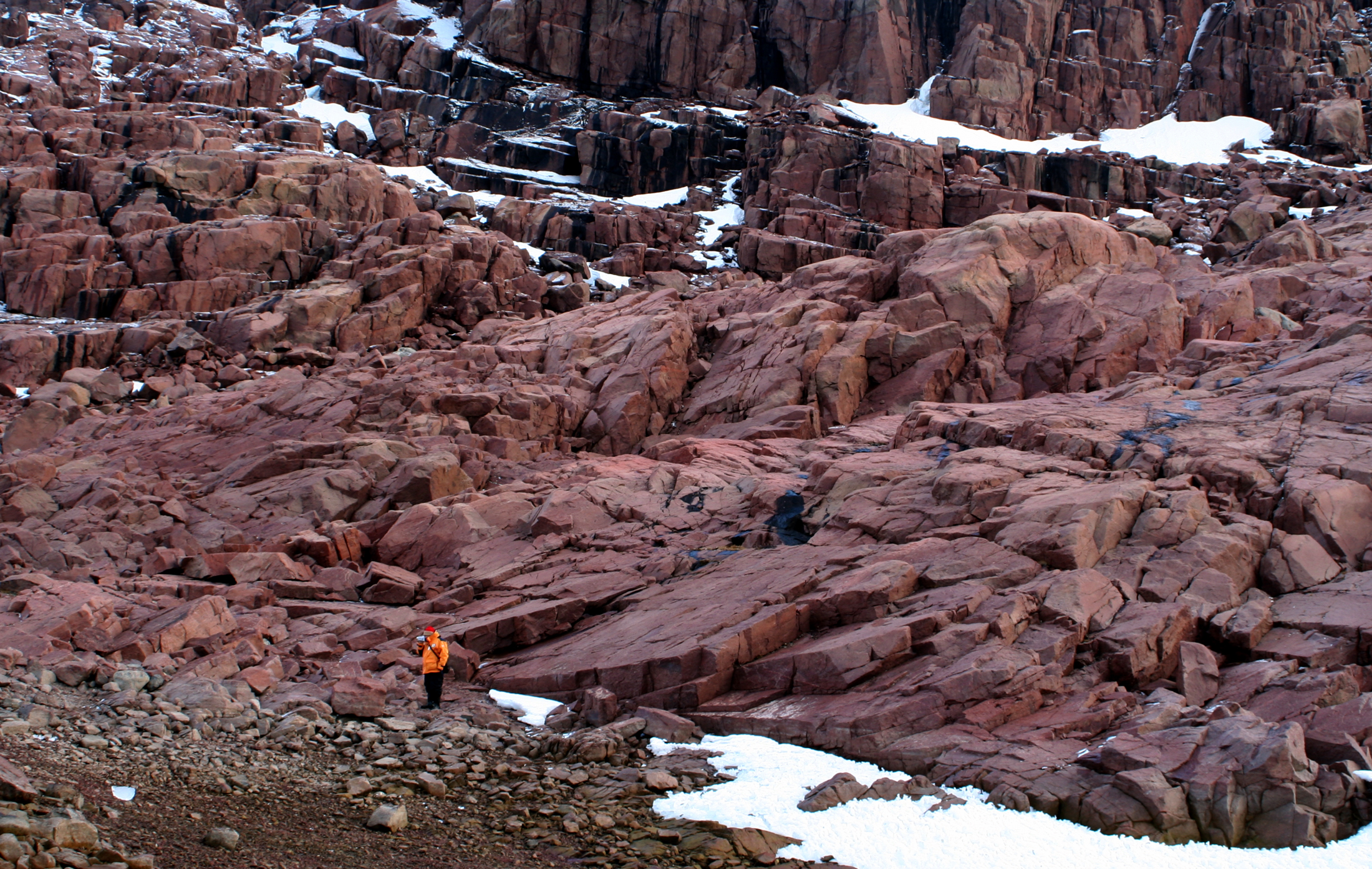
Pim Île (2005)

- Pim s Bay (variante de Monkey Point), 40 mi (64,37376 km) de Greytown, Nicaragua[12]

## Parties d'ouvrages
- (1857) Un appel solennel pour le public Britannique sur le compte de la disparition de l'Expédition dans l'Arctique.
- (1858) Notes sur Cherbourg.
- (1863)  de La Porte du Pacifique.
- (1868) Le nègre et de la Jamaïque. Lire devant la Société d'anthropologie de Londres, etc.
- (1869) Dottings sur le bord de la Route dans le Panama, le Nicaragua et le Moustique... Illustré avec des assiettes et des cartes.
- (s.d.) La guerre chronique, avec des souvenirs de l'empereur Napoléon III, l'empereur, le Roi Guillaume I, d'une carte et de documents officiels, de la rupture de la guerre, de l'évacuation finale du territoire français par les troupes allemandes.
- (1876) British Industries de Fabrication de la série, vol. 10: "construction navale"
- (1877) La question Orientale, le passé, le présent et l'avenir : avec des documents officiels.
- (1881). Les pierres précieuses à partir de l'Hôpital de Greenwich.
- (1883). Le Transit à travers l'Amérique Centrale.